# Haraszt (település)
Haraszt (szlovákul: Chrasť nad Hornádom) község Szlovákiában, a Kassai kerület Iglói járásában.

## Fekvése
Iglótól 10 km-re keletre, a Hernád partján fekszik.

## Története
Birtokként 1280-ban „Horost” néven említik először. Magát a települést 1344-ben említik írott forrásban, de egyes történészek szerint temploma már a 9. században is állt. Mivel a település a Gömör-Szepesi-érchegység közvetlen közelében fekszik, valószínűnek tűnik, hogy a középkorban lakói főként bányászok voltak. A 14–15. században a közeli bányákban dolgoztak. A 15. századtól birtokosai, a Máriássy és Márkus családok a bányászatot a hegység további területeire terjesztették ki. 1605-ben a településnek négy háza állt. 1700-ban az egyházi vizitáció 139 lelket számlált a faluban, ebből 48 katolikus és 90 kálvinista volt. 1787-ben 53 házában 422 lakos élt.
A 18. század végén Vályi András így ír róla: „HARASZT. Hroszt, Hrasce. Tót falu Szepes Várm. földes Ura Márjási Uraság, lakosai katolikusok, határja néhol soványas, de más egyéb javai vagynak.”
1801-ben 351 lakosának többsége már katolikus szlovák volt. 1828-ban 56 házát 410-en lakták, akik főként mezőgazdasággal és kosárfonással foglalkoztak. A bányászat annak 1848-ban történt megszüntetéséig folyt.
Fényes Elek 1851-ben kiadott geográfiai szótárában így ír a faluról: „Haraszt, Hrost, tót falu, Szepes vmegyében, Hernád mellett, Iglóhoz keletre 1 1/2 mfdnyire: 410 kath. lak. paroch. templommal. F. u. a Marjássy nemzetség. Ut. p. Lőcse.”
A trianoni diktátumig Szepes vármegye Iglói járásához tartozott.

## Népessége
| Év:            | 1994. | 2004.    | 2014.    | 2024.   |
| -------------- | ----- | -------- | -------- | ------- |
| Emberek száma: | 683   | 772      | 872      | 928     |
| Eltérés:       |       | +13,03 % | +12,95 % | +6,42 % |

| Év:            | 2023. | 2024. |
| -------------- | ----- | ----- |
| Emberek száma: | 928   | 928   |
| Eltérés:       |       | +0 %  |

1910-ben 276, túlnyomórészt szlovák lakosa volt.
2001-ben 727 lakosából 692 szlovák és 31 cigány volt.
2011-ben 840 lakosából 790 szlovák.

## Nevezetességei
- Szentháromság temploma 1302-ben épült késő román stílusban. 1646-ban, 1694-ben, majd 1749 és 1755 között megújították. Berendezése 18. századi. A haraszti templom érdekessége, hogy a templom tornyát négy karéjos rotunda szerkezet veszi körül. Ilyen jellegű templom még egy ismert a Kárpát-medencében: Guraszáda Erdélyben. A templom ezért szerepel a középkori Magyarország rotundáit bemutató irodalomban is.

## Lásd még
- Körtemplom
- Süvete
- Guraszáda
- Pápoc
- Székelyudvarhely